# The Brothers Carry-Mouse-Off
The Brothers Carry-Mouse-Off es un corto de Tom y Jerry creado en 1965, producido por Chuck Jones, y el único dirigido por Jim Pabian. Jones y Pabian escribieron la historia y Eugene Poddany la música, mientras que Maurice Noble diseño las caricaturas y Robert Gribbroek dibujo los fondos. El título es una parodia de Los hermanos Karamazov de Fyodor Dostoevsky.

## Trama
Jerry se encuentra relajado en una silla de playa leyendo un libro junto con un sistema de radar, una piscina y un árbol. El radar se contrae y detecta que Tom se dirige hacia Jerry. Éste presiona un botón rojo al lado de la radio que pliega todo el patio en el piso y entra en su casa.
Tom lleva con el una caja y mira dentro de la ratonera, mientras que Jerry sale sin ser visto, aunque Tom siente algo en su cabeza cuando Jerry se posa sobre él. Tom coloca varios alimentos (como trampas), mientras que Jerry barre toda la comida con un hilo de pescar con un desatascador y lo arroja de nuevo a la caja sin ser descubierto. Tom, sorprendido, reparte nuevamente toda la comida y esta vez clava un clavo en cada uno. Jerry simplemente los atrae a todos con un imán y se aleja corriendo mientras Tom se horroriza al descubrir que la comida falta nuevamente. Luego, ve al ratón huyendo y dispara el émbolo como una flecha a Jerry y captura al ratón. Jerry saca un martillo diminuto de la comida. Tom se ríe y se sienta sin resistencia, creyendo que eso no le hará daño. Sin embargo, el martillo se extiende y se expande seis tamaños más grande y Jerry golpea a Tom.
Jerry baila alrededor de Tom, quien se recupera lo suficiente para perseguirlo. Tom salta frente al agujero de Jerry y saca la lengua. Jerry es atrapado pero lucha contra la lengua con tanta fuerza que se escapa y la lengua de Tom vuelve a su boca, convirtiéndolo en un rollo. Jerry tira de la cola de Tom y lo usa como felpudo, despertando así al gato aplastado que luego intenta bloquear el agujero del ratón de Jerry. Tom se desliza y salta por el suelo para perseguir al ratón porque todavía está plano. Al llegar al living, Tom divisa un fuelle e intenta inflarse el mismo, pero está demasiado plano y no pesa lo suficiente para bombearlo. Jerry aparece, disfrazado de médico barbudo, y se ofrece a hacer el trabajo por él. Tom lo acepta. Jerry lo infla lo suficiente como para lanzarlo y el gato termina estrellándose contra los muebles. Tom sale de puntillas del montón de muebles rotos y saca una pecera de su cabeza y el pez de su boca para luego patearlo con la punta del pie.
Tom persigue a Jerry arriba y el ratón se encierra en una puerta. Incapaz de abrirlo, Tom toma carrera y corre hacia la puerta para encontrarse con Jerry abriendola sin revelar nada más que aire vacío. Tom grita y se las arregla para frenar antes de caerse, pero Jerry chasquea los dedos y Tom pierde el equilibrio y se desploma, formándosele un bulto en la cabeza.
Luego del accidente, a Tom se le ocurre una idea. Corre hacia el ático, se viste con un bonito y hermoso traje femenino de ratón y se rocía con perfume para atraer a Jerry. El gato, disfrazado, toca una pequeña guitarra mientras camina hacia la sala de estar. Jerry huele el perfume mientras se relaja en su patio interior y corre hacia Tom y comienza a besarlo. Sin embargo, Tom termina atrayendo a todo un grupo de ratones, que discuten entre ellos sobre quién debería tenerlo. Mientras pelean, Tom sale corriendo. Se esconde detrás de un bote de basura y encuentra la cremallera del disfraz de ratón atascada. Es visto por varios gatos tontos pero hambrientos, que persiguen a Tom mientras Jerry observa con un poco de decepción desde lejos y un iris en forma de corazón aparece con "The End" y se detiene en forma de corazón en el árbol.